# Тенекиеният барабан
 Тази статия е за романа на Гюнтер Грас.  За филма вижте Тенекиеният барабан (филм).  
„Тенекиеният барабан“ (на немски: Die Blechtrommel) е роман от немския писател Гюнтер Грас (1927-2015), публикуван през 1959 г.

Като културен парадокс новият немски роман преживява разцвет във време, когато отвсякъде се чуват гласове, че литературата е мъртва, понеже е изчерпала възможностите си да обрисува социалния пейзаж и да изрази душевността на съвременния човек. Тези възгледи са възникнали в периода, когато нацисткият Райх вече е военно ликвидиран, но немският народ – политически и морално – се намира в най-окаяното си състояние може би в цялата своя история.
Изкуството на меча и ралото
През дванадесетте години на националсоциализма под водачеството на Адолф Хитлер немският книжовен живот – или това, което е останало от него – е затънал в провинциализъм и се е превърнал в придатък на официалната културна пропаганда. Тогава в Германия е наложено претенциозно-фалшивото „изкуство на меча и ралото“, което величае политическия режим с достъпни за него средства, възхвалява предаността към фюрера и войнишката доблест, верността към родната твърд и към кръвта на предците. Най-добрата част от немската литература, най-видните ѝ представители биват прокудени от страната, а останалите са унифицирани или потъват във „вътрешна емиграция“ и потърсват спасение в мълчанието и самоизолацията.
Така за младата западногерманска литература биват прекъснати връзките с традицията. Културният пейзаж в Германия е опустошен, а книжовността изглежда завинаги опорочена, лишена от нравствена сила и смисъл. По думите на Гюнтер Грас немските писатели, които не са паднали по фронтовете, се озовават пред една литературна „табула раса“, пред „сечище“. Думите „сечище“ и „литература на развалините“ задълго ще характеризират състоянието на един духовен живот, устремен към нравствено обновление и вътрешно самоопределение.
В този етап на наченки писателите в Западна Германия виждат човека захвърлен в пустотата на неговото случайно и мъчително съществуване. Настъпилият след войната културен вакуум се запълва от идеите на френския екзистенциализъм, от възгледите на Жан-Пол Сартр и Албер Камю, предлагащи ясни формули за морално-политически ангажимент, който спомага за развитието на антиконформизма в литературата.
През този период разправата с политическото минало на страната се извършва преди всичко на етическа основа. Ето защо за интелектуалците на създадената през 1949 г. Федерална република Германия остава само полето на литературата за анализи и за издаване на морални присъди. В тази обстановка схващането на Камю за абсурда на съществуването и определението на Сартр за ангажираността на литературата оформят полюсите, между които младите западногермански писатели могат да намерят обща позиция в критическото преосмисляне на фашизма и войната – екзистенциализмът им дава речника за техните дискусии.
Разправа с политическото минало
От значение за този процес е възникването на свободното литературно сдружение „Група 47“, чийто ръководител става писателят Ханс Вернер Рихтер. Задълго „Група 47“ е най-авторитетният литературен форум във Федералната република. Тя допринася за изграждането на едно ново морално самосъзнание, което определя облика на културния живот в страната до края на 1960-те, когато групата прекратява съществуването си. Освен Ханс Вернер Рихтер и Хайнрих Бьол, в нея членуват най-важните представители от средното поколение писатели като Алфред Андерш, Паул Целан, Гюнтер Айх, Волфганг Хилдесхаймер, Валтер Колбенхоф и Волфганг Вайраух.
Всъщност „Група 47“ се е сформирала като приятелски и дискусионен кръг без определена политическа и естетическа платформа. Но въпреки това тя избира своите членове по един неписан морално-политически принцип – на заседанията ѝ не се канят писатели, заподозрени в милитаристични, фашистки или крайно консервативни убеждения. В художествено отношение „Група 47“ проявява толерантност към всички стилистични направления. Все пак в началото повечето писатели се стремят към един прост, но изразителен реализъм, пример за който са разказите и романите на Хайнрих Бьол. Едва с течение на годините се установяват по-големи различия в творческите методи – през петдесетте години с наградата на „Група 47“ биват отличени разказите на Мартин Валзер, силно повлияни от стила на Франц Кафка, а също изтънчената проза на Илзе Айхингер, херметичните стихове на Ингеборг Бахман, както и една глава от романа на Гюнтер Грас „Тенекиеният барабан“.
Така между 1955 и 1965 година на литературната сцена излиза ново поколение, което само отчасти подхваща характерните за петдесетте години теми и скоро придобива своя творческа и критическа самоувереност. Това е периодът, когато преди всичко прозата преживява истински възход и дава основание да се оформи мнението, че петнадесет години след края на войната и фашизма немската литература отново се е издигнала на висотата на своето време.
Джуджето не иска да порасне
В тази литературна и политическа атмосфера се появява през 1959 г. романът на Гюнтер Грас „Тенекиеният барабан“ – първа белетристична творба на тогава тридесет и две годишния писател. Книгата бързо се превръща в литературна сензация и бива преведена на много световни езици. Причината за този необикновен успех е както темата, така и необичайната стилистика на романа. Гюнтер Грас демонстрира изключителното си умение да съчетава богати исторически познания с художествена фикция, като за това е разработил свой собствен, неповторим литературен метод. Днес вече може да се каже, че „Тенекиеният барабан“ поставя нови мащаби в модерната немскоезична проза.
Гюнтер Грас е роден в Данциг (днес Гданск) в немско-полско семейство. След края на войната и пленничеството той сменя различни професии и получава образование като график и скулптор. Литературното си поприще започва като поет – през 1956 г. излиза първата му стихосбирка, в която вече са набелязани мотивите на „Тенекиеният барабан“. През това време Грас живее в Париж и там написва няколко театрални пиеси, в които се долавя влиянието на театъра на абсурда. В тях ясно се открояват съществените белези на художествения метод, който определя своеобразието и на романа – стремежът да се излезе от сетивния свят, от предметите и събитията на всекидневието, да им се придадат възможно най-ясни контури, да бъдат „освободени от всякаква идеология“ и да се подредят без никакво осмисляне и оценка.
По думите на самия Грас този метод е почерпан от френския „нов роман“, особено що се отнася до предметността на описанието. Но в основата му стои пикарескният роман, възникнал в Испания през XVI век и стигнал в Германия един век по-късно чрез книгата на Гримелсхаузен „Симплицисимус“.
Оскар Мацерат – протагонистът на „Тенекиеният барабан“ – притежава всички основни белези на пикарескния герой. Поради своята външна недоразвитост той остава изолиран от света и рано се сблъсква с жестокостите на живота. Недораслекът Оскар се разделя със своето семейство и започва лутането си по света, като непрекъснато обогатява житейския си опит. Той скоро опознава разликата между нравствените изисквания и практическия житейски морал, изгубва първоначалните си илюзии и усвоява техниката на оцеляването, която превръща дните му в поредица от несвързани и лишени от цел епизоди. Накрая героят на Грас става типичен представител на социалния порядък, който в младостта си е отричал.
Връзката с пикарескния роман обаче се проявява и в модела на повествованието. Оскар Мацерат описва преживяванията си без дистанция спрямо тях, без да ги преценява, като ги подчинява на силата на обстоятелствата. В своята одисея той наблюдава различни форми на общуване, различни социални класи, професии, човешки типове, градове и народности – така той се движи хоризонтално в пространството и вертикално в обществото. В последна сметка всичките му приключения водят към единственото значително негово изживяване – осъзнаването на безсмислието и абсурда на съществуването. Оскар схваща света като необозрим и хаотичен и това е неговото крайно познание.
Така „Тенекиеният барабан“ се превръща в пародия на пикарескния роман – описваната действителност и междучовешките отношения стават гротескни, възприемат се като карикатура. Оскар Мацерат е приключил интелектуалното си развитие още със своето раждане. А на три години решава да престане да расте, за да се освободи от света на възрастните. И през целия си останал живот – в края на романа той е тридесетгодишен – Оскар наблюдава всекидневието на заобикалящия го свят: вижда разрастването на фашизма, нападението на Полша и избухването на Втората световна война, накрая преживява и навлизането на съветските войски в Германия. Героят на Грас е избрал за себе си ролята на шут, който отрича дребнобуржоазната стихия, движена от неизкореними демонични импулси.
Наследството на Оскар
Две десетилетия след публикуването на „Тенекиеният барабан“ – вече през 1979 г. – Гюнтер Грас отбелязва в своите „Статии върху литературата“, че за цялата му писателска дейност имат основно значение немските престъпления по време на националсоциализма и техните последици. В спора си с по-младото творческо поколение той формулира позицията си така: „За нас миналото няма да престане да бъде настояще. Ние все още се питаме: Как се стигна дотам?“
Като обща задача на своите произведения Грас определя стремежа да се противопоставим на житейската преходност. И добавя: „Писателят е човек, който пише срещу изтичащото време.“ Такава задача той възлага и на романа си „Тенекиеният барабан“. Оскар Мацерат е преминал през естетическата и нравствената школа на немския романтизъм – дребният му ръст, уродливата му фигура, необикновеното му поведение издават характерния романтичен копнеж по изключителност, но и по социална справедливост. Деформацията на образа внушава преди всичко чувството за обществена нестабилност, за гротескно съществуване и абсурдни междучовешки отношения.
Героят на Грас е предизвикателство не само към установените литературни норми; той добива стойността на художествена провокация към читателя, като го изправя пред необходимостта сам да определи смисъла на собствения си живот, да достигне до преценка и присъда над историческите събития и факти, на които е бил свидетел и в които е участвал.

## Филмова версия
През 1979 г. филм по книгата е продуциран в Германия, режисиран от Фолкер Шлендорф. Филмът печели наградата Златна палма на филмовия фестивал в Кан и наградата на Оскар за най-добър чуждестранен филм през 1979 година.